# Theridion confusum
Theridion confusum är en spindelart som beskrevs av O. Pickard-Cambridge 1885. Theridion confusum ingår i släktet Theridion och familjen klotspindlar. Inga underarter finns listade i Catalogue of Life.